# Trzmielewo (Poméranie)
Pour les articles homonymes, voir Trzmielewo.
Trzmielewo est une localité polonaise de la gmina rurale de Rzeczenica située dans le powiat de Człuchów en voïvodie de Poméranie. Elle se trouve à environ 21 km au nord-ouest de Człuchów et 121 km au sud-ouest de la capitale régionale Gdańsk.

## Géographie

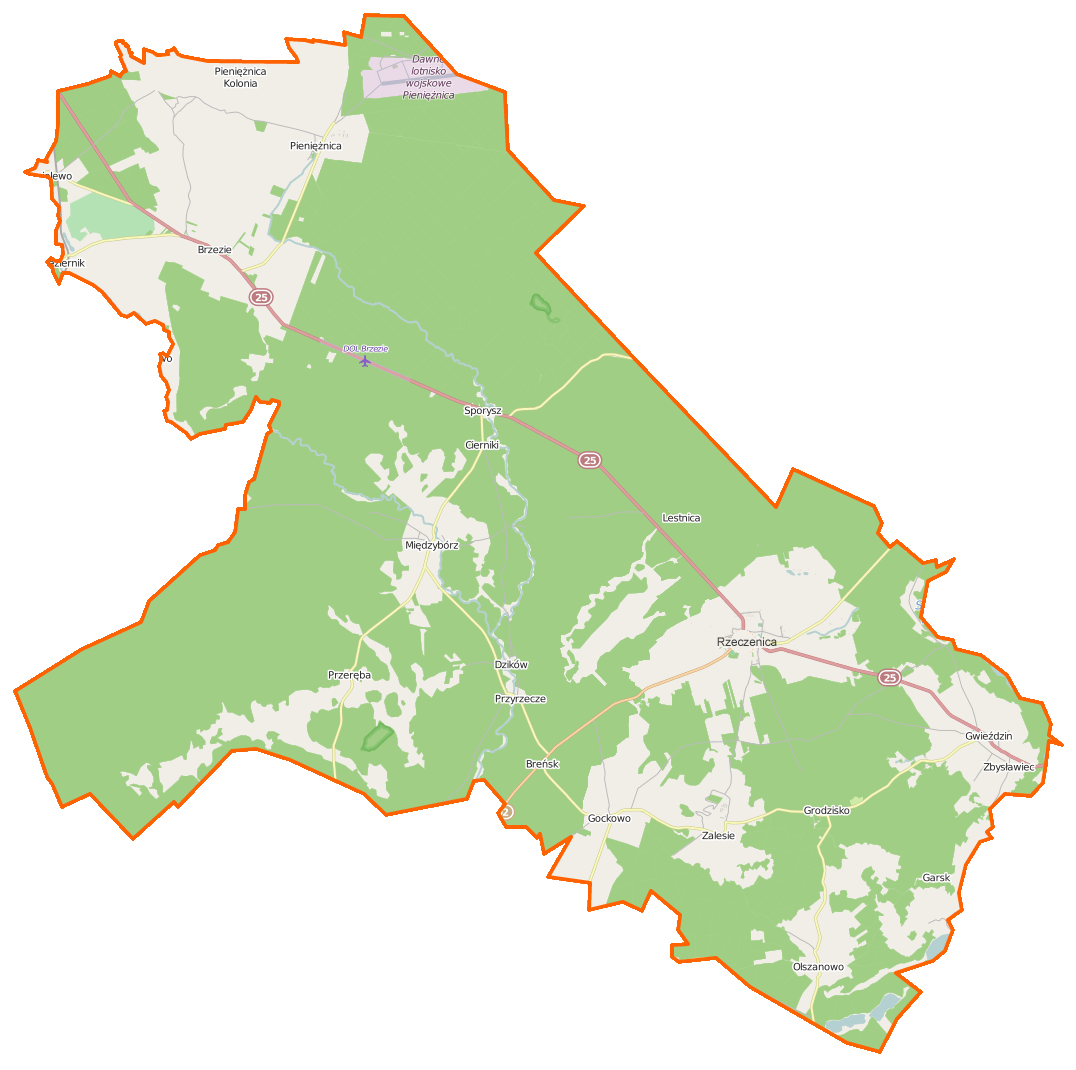
Carte de la gmina de Rzeczenica.